# Olympische Sommerspiele 2008/Teilnehmer (Mali)
| Gelbes Symbol für Goldmedaillen mit stilisierten Olympischen Ringen | Graues Symbol für Silbermedaillen mit stilisierten Olympischen Ringen | Braundes Symbol für Bronzemedaillen mit stilisierten Olympischen Ringen |
| ------------------------------------------------------------------- | --------------------------------------------------------------------- | ----------------------------------------------------------------------- |
| —                                                                   | —                                                                     | —                                                                       |

Mali nahm bei den Olympischen Spielen 2008 in Peking zum 11. Mal an Olympischen Sommerspielen teil. Das Comité National Olympique et Sportif du Mali entsandte 17 Athleten, die in vier Sportarten an den Start gingen.

## Teilnehmer
Die beste Platzierung erreichte der Taekwondoin Daba Modibo Keïta, der zwar im Achtelfinale des Schwergewichts ausschied, aber nach der Disqualifikation des Kubaners Ángel Matos mit anderen Sportlern auf dem achten Platz geführt wird. Das Basketballteam der Damen belegte den zwölften Platz unter zwölf Teams.

### Teilnehmer nach Sportarten

#### Basketball
- Basketballnationalmannschaft (Frauen)
Fatoumata Bagayoko
Naîgnouma Coulibaly
Mariatou Diarra
Diéné Diawara
Diana Leo Gandega
Kadiatou Kanouté
Hamchétou Maïga
Aminata Sininta
Djenebou Sissoko
Meiya Tirera
Kadiatou Touré
Nassira Traoré

#### Leichtathletik
- Kadiatou Camara
- Ibrahima Maïga

#### Schwimmen
- Mohamed Coulibaly
- Mariam Keita

#### Taekwondo
- Daba Modibo Keïta
Männer, Klasse über 80 kg